# هایجین (کلرادو)
هایجین (به انگلیسی: Hygiene) یک منطقهٔ مسکونی در ایالات متحده آمریکا است که در شهرستان بولدر، کلرادو واقع شده‌است. هایجین ۱٬۵۵۳ متر بالاتر از سطح دریا واقع شده‌است.